# Huỳnh Tiền
Huỳnh Tiền (1916–1996) tên thật là Huỳnh Văn Tiền, là một đại võ sư nổi tiếng người Việt Nam bộ môn quyền Anh. Ông là người đào tạo ra nhiều thế hệ võ nổi tiếng và được mệnh danh là "cây trụ đồng sừng sững của làng đấm miền Nam".

## Tiểu sử
Huỳnh Tiền tên thật là Huỳnh Văn Tiền sinh năm 1916. Ông là con của võ sư Huỳnh Văn Hinh và có một người anh cùng cha khác mẹ là Kid Dempsey, lớn hơn ông 3 tuổi. Năm 15 tuổi, Huỳnh Tiền rời bỏ gia đình theo học võ của một võ sư người Hoa và môn quyền Anh của 2 võ sư người Pháp là Lepudeur và Caterat. Năm 18 tuổi, Huỳnh Tiền bắt đầu thượng đài với môn quyền Anh. Đến 10 năm sau, ông có thể thi triển cả hai môn quyền Anh và võ tự do.

## Sự nghiệp thi đấu
Trong quá trình thi đấu, Huỳnh Tiền từng hạ gục nhiều võ sĩ và chịu thất bại trước võ vương Đông Dương Minh Cảnh và Võ sĩ đá bò nổi tiếng Moustaza. Ông cũng có bốn lần đoạt chức vô địch quyền Anh và quyền tự do ở miền Nam những năm 1948, 1949, 1953 và 1965. Với thành tích ấy, ông được báo chí lúc bấy giờ gọi bằng những biệt danh "con cáo già", "Đệ nhất anh hùng miền Đông". Trên tuần san Thao Trường, ký giả Thiệu Võ ví Huỳnh Tiền như "cây trụ đồng sừng sững của làng đấm miền Nam".

## Học trò
Bên cạnh sự nghiệp thi đấu của mình, Huỳnh Tiền cũng đào tạo ra nhiều học trò nổi tiếng, trong số đó là Lý Huỳnh.